# Aigle fascié
Aquila spilogaster
Espèce
Statut de conservation UICN

 LC  : Préoccupation mineure
Synonymes
- Hieraaetus spilogaster

Répartition géographique
Statut CITES
L’Aigle fascié (Aquila spilogaster) est une espèce de rapace de la famille des Accipitridae.

## Description
C'est un aigle de taille moyenne mesurant 55 à 65 cm de longueur. Les parties supérieures sont noires. Le ventre est blanc abondamment rayé de noir. Le dessous des rémiges des ailes est blanc bordé de noir. La partie antérieure du dessous des ailes est noir avec des taches blanches.
Les deux sexes sont similaires mais, chez les jeunes, le brun roux remplace le noir.

## Alimentation
Il chasse de petits mammifères, reptiles et oiseaux jusqu'à la taille d'un Francolin.

## Cri
Le cri est un strident kluu-kluu-kluu.

## Reproduction

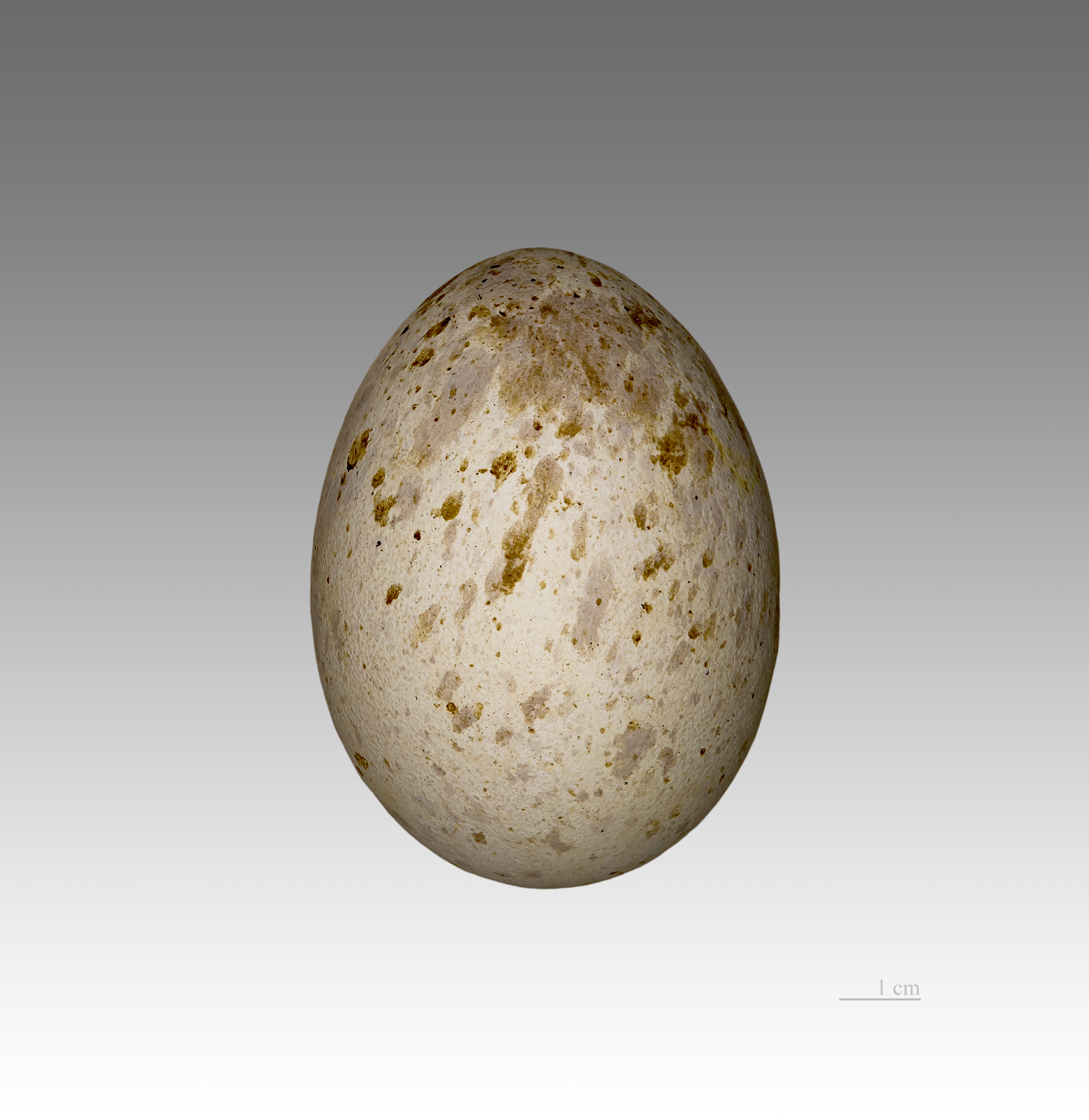
Aquila spilogaster - Muséum de Toulouse

Il construit un nid de branches d'environ 1 mètre de diamètre dans la fourche d'un grand arbre. La couvaison est généralement de un ou deux œufs.

## Répartition
Cet oiseau vit en Afrique subsaharienne.

## Habitat
C'est un oiseau des régions de collines boisées.